# Lion Heart (chanson)
Pour les articles homonymes, voir Lionheart.
Singles de Girls' Generation
Party
(2015) You Think
(2015)
Lion Heart est une chanson du groupe sud-coréen Girls' Generation. Elle a été publiée le 18 août 2015 en tant que second single de leur 5e album studio Lion Heart  par la S.M. Entertainment.

## Composition
Lion Heart est décrit comme du soul pop d'après Billboard. Elle possède un style rétro et jazzy américain des années 1960,. Les paroles racontent l'histoire de femmes tombant amoureuses d'un homme trompeur et comment elles essaient de l'apprivoiser comme on apprivoise un lion.

## Clip
Il a été mis en ligne le 18 août 2015. La chorégraphie a été créée par l'américain Tony Testa et un chorégraphe de la SM Entertainment Shim Jaewon.

## Réception
Le titre a remporté 14 trophées dans les émissions musicales coréennes. Billboard a glorifié la chanson pour son thème rétro et le changement de position de certains membres. Par exemple, Yuri qui habituellement n'avait qu'une ou deux lignes, a eu cette fois-ci une partie du refrain. Cette décision montre comment les Girls' Generation est en train d'avancer dans sa 8e année...

## Charts
| Chart (2015)                       | Peak position |
| ---------------------------------- | ------------- |
| Corée du Sud (Gaon)                | 4             |
| Japan Hot 100 (Billboard)          | 49            |
| US World Digital Songs (Billboard) | 3             |

| Chart (2015)        | Position |
| ------------------- | -------- |
| Corée du Sud (Gaon) | 44       |

## Ventes
| Pays                   | Nombre  |
| ---------------------- | ------- |
| Corée du Sud (digital) | 911,721 |

## Historique de publication
| Pays         | Release date | Format                 |
| ------------ | ------------ | ---------------------- |
| Corée du Sud | 21 août 2015 | Contemporary hit radio |